# Epitafium Edwarda Blemkego

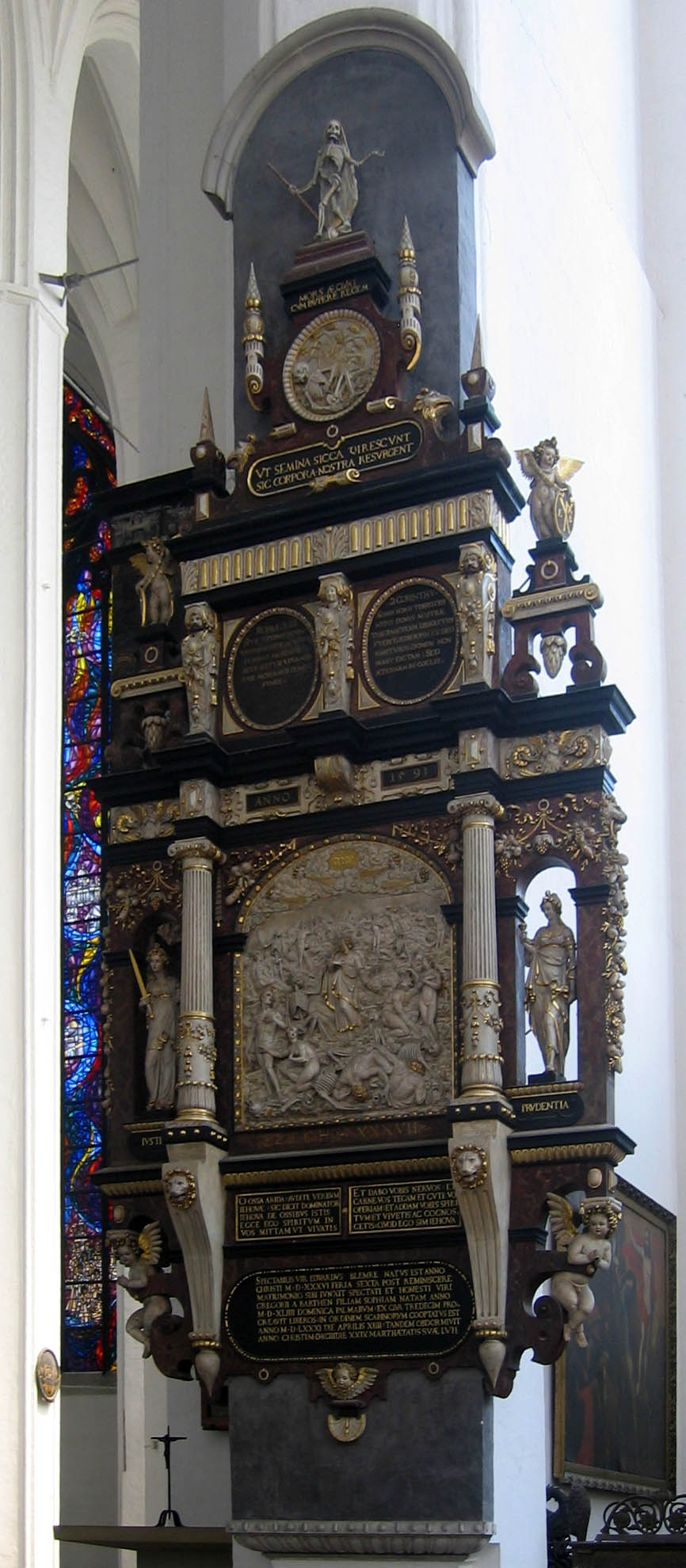
Epitafium Blemkego w bazylice Mariackiej w Gdańsku

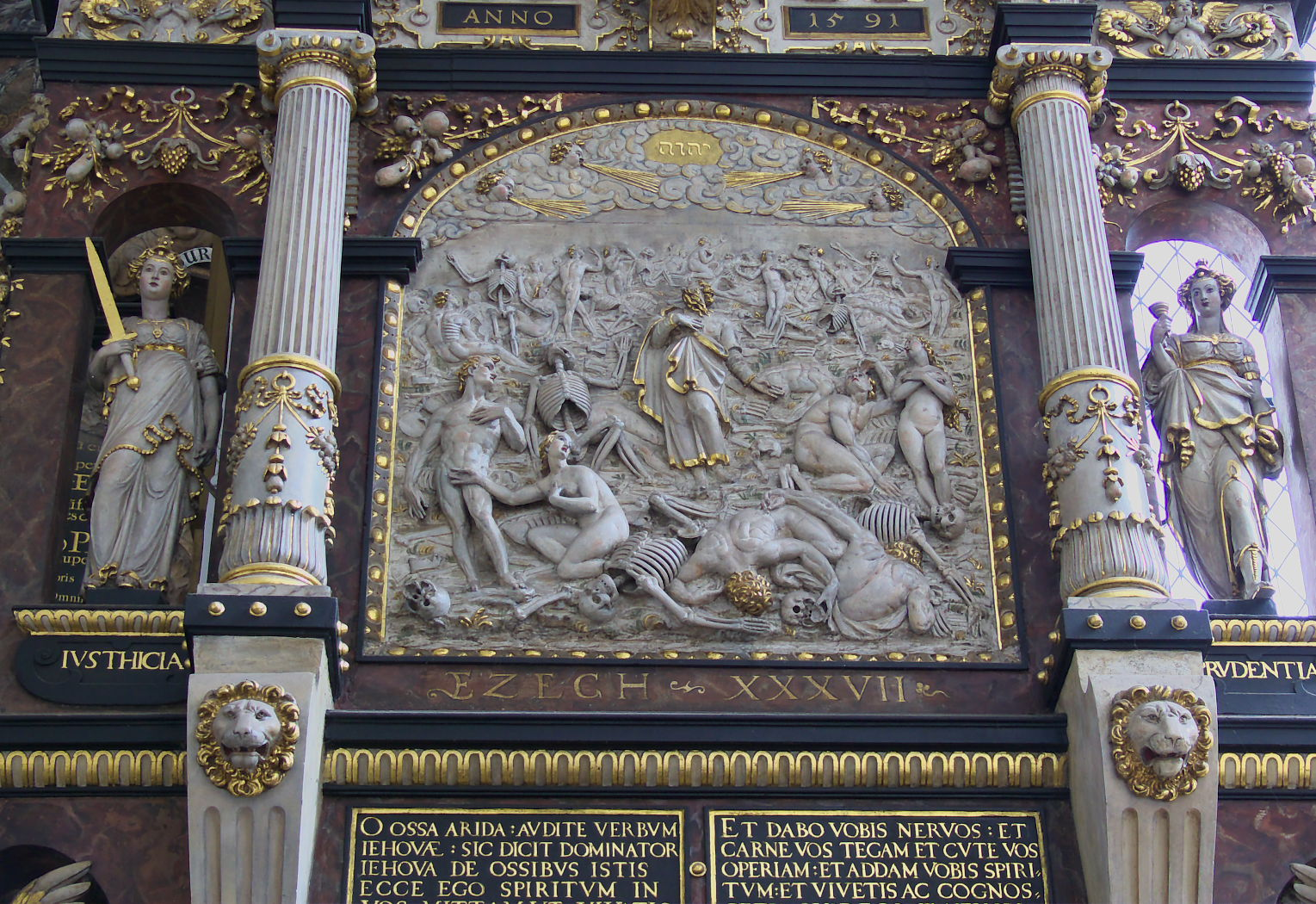
Epitafium Blemkego fragment ze sceną z Księgi Ezechiela

Epitafium Edwarda Blemkego w kościele Mariackim w Gdańsku, 1591. Autorem nagrobka jest Wilhelm van den Blocke, twórca manierystyczny.
Centralne pole tego epitafium stanowi płaskorzeźbiona dramatyczna Wizja Ezechiela (dolina Jozafata), która stanowić ma obietnicę zmartwychwstania u schyłku dziejów. W środku kompozycji stoi prorok Ezechiel. Wokół niego widać krąg kłębiących się ciał. Pierwszy plan ukazuje kolejne stadia przyoblekania się ludzkich szkieletów w ciała. Leżące lub podnoszące się ciała ujęte są bardzo dynamicznie, w wydłużonych proporcjach i nienaturalnych skrótach. Perspektywę podkreśla wysoko podniesiony horyzont. Nad tą sceną w sferze niebieskiej widać tetragram i cztery główki aniołów wydmuchujących wiatry w kierunku pola zmartwychwstania. 
Do najbardziej charakterystycznych motywów stylu artysty będą należeć konsole z lwimi główkami, postaci alegoryczne w bocznych uchach, wici roślinne, festony i girlandy (pojawiły się wcześniej w epitafium Strobandów), fryz pałeczkowy i astragal w obramieniach tarcz inskrypcyjnych. 
W bocznych uchach arkady wykończone zostały ażurowo tak, by wpadające przez nie światło tworzyło efektowne refleksy na stojących w przeźroczach postaciach alegorycznych Sprawiedliwości i Roztropności. 